# Slag bij Pisagua
De Slag bij Pisagua vond op 6 februari 1891 plaats tijdens de Chileense Burgeroorlog.

## Achtergrond
Op 19 januari 1891 sloot het garnizoen van de havenstad Pisagua, bestaande uit 160 marine-infanteristen zich aan bij het rebellenleger van het Congres aan. Op 21 januari kwam kolonel Estanislao del Canto van het rebellenleger naar de stad als bevelhebber. Het regeringsleger wilde de strategisch belangrijke stad zo spoedig mogelijk op het rebellenleger veroveren en zond een klein leger onder majoor Marco A. Valenzuela naar de stad toe. Kolonel Del Canto wilde de komst van Valenzuela niet afwachten en ging hem met zijn manschappen tegemoet. Zij troffen elkaar op 21 januari tijdens de slag bij Zapiga, waar Del Canto en zijn mannen de strijd wonnen. Majoor Valenzuela trok zich daarop terug om vervolgens op 23 januari bij de kustplaats Alto Hospicio in de aanval te gaan. Deze keer leed het rebellenleger een nederlaag en trokken Del Canto en zijn leger zich in Pisagua terug om vervolgens op 27 januari de stad middels het transportschip Cachapoal te verlaten. Kort daarop nam het regeringsleger Pisagua in.

## De herovering van Pisagua

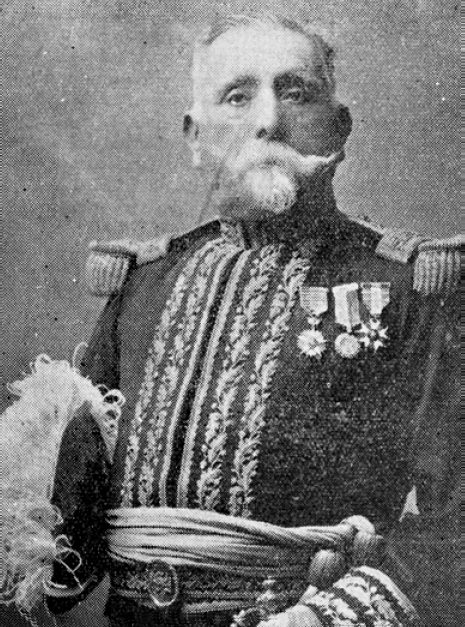
Kolonel Estanislao del Canto

Het rebellenleger was vastbesloten om Pisagua te heroveren op het regeringsleger. Op 6 februari voerden de schepen O´Higgins, Amazonas en Cachapoal een aanval uit op de haven. Na een troepenlanding van 400 man werden de strategisch belangrijke plekken in de havenstad door de rebellen ingenomen. Na hevige gevechten, waarbij aan de zijde der rebellen 8 en aan de zijde van het regeringsleger 12 doden vielen, capituleerde het regeringsleger. De regeringsgezinde cavalerie wist echter te ontkomen.
De rebellen namen 12 officieren en 164 soldaten gevangen. Daarnaast maakte men 6 kanonnen en 160 geweren buit.

## Bron
- Kunz, Hugo: Der Bürgerkrieg in Chile : mit Porträts, Karten und Plänen. F. A. Brockhaus, Leipzig 1892, p. 41

Zapiga · Alto Hospicio · Punitaqui · Pisagua · Dolores · Huara · Aduana Iquique · Itata-incident · Pozo Almonte · Valparaíso · Caldera · Vallenar · Slachting bij Lo Cañas · Concón · Viña del Mar · Placilla · Baltimorecrisis